# Drużyłowicze
Drużyłowicze (biał. Дружылавічы, Drużyławiczy; ros. Дружиловичи, Drużyłowiczi) – agromiasteczko na Białorusi, w obwodzie brzeskim, w rejonie janowskim, w sielsowiecie Laskowicze.

## Historia
W XIX i w początkach XX w. wieś położona w Rosji, w guberni grodzieńskiej, w powiecie kobryńskim, w gminie Drużyłowicze.
W dwudziestoleciu międzywojennym leżały w Polsce, w województwie poleskim, w powiecie drohickim, do 12 kwietnia 1928 siedziba gminy Drużyłowicze, po jej zniesieniu w gminie Janów. W 1921 miejscowość liczyła 475 mieszkańców, zamieszkałych w 90 budynkach, w tym 455 Rusinów, 12 Polaków i 8 Białorusinów. 445 mieszkańców było wyznania prawosławnego, 18 mojżeszowego i 12 rzymskokatolickiego.
Po II wojnie światowej w granicach Związku Sowieckiego. Od 1991 w niepodległej Białorusi.

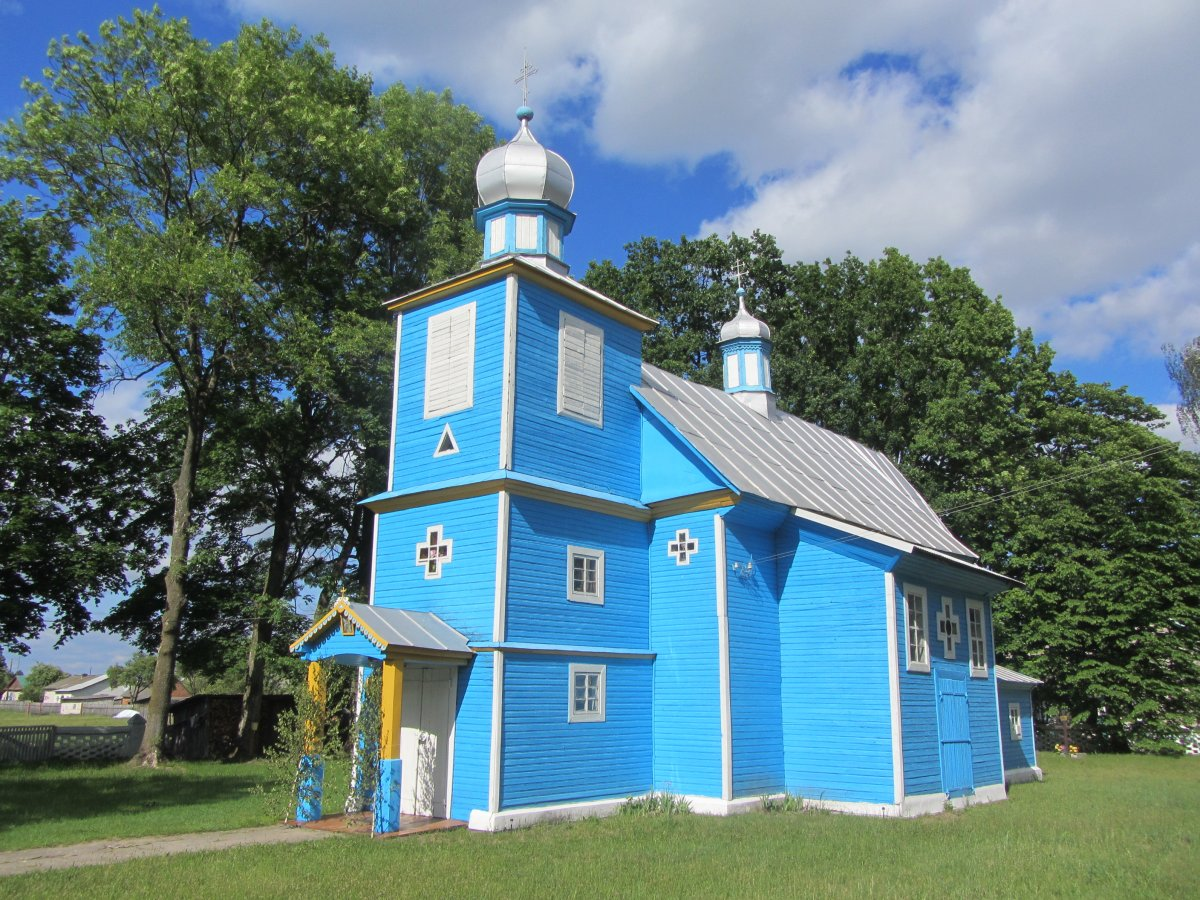
Zabytkowa cerkiew św. Mikołaja
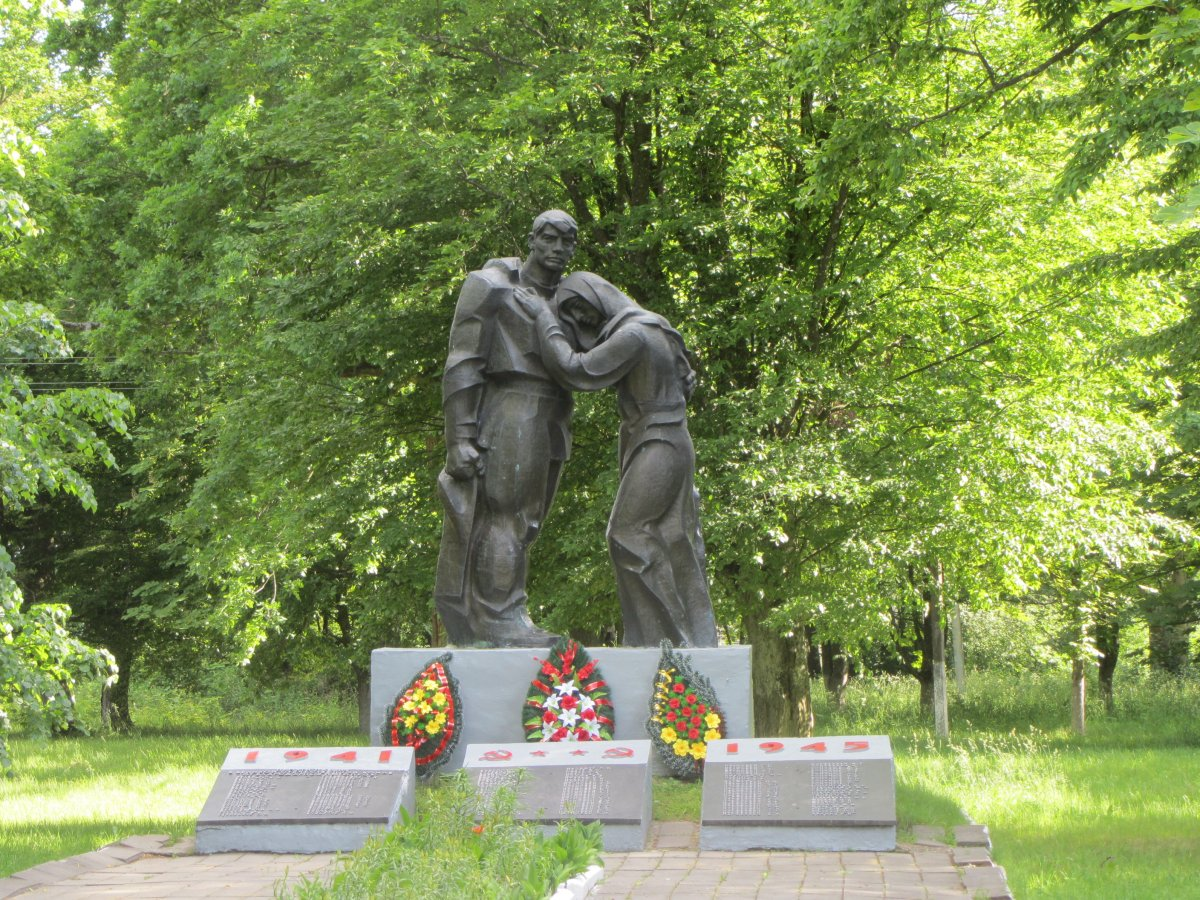
Pomnik poległych w wielkiej wojnie ojczyźnianej